# Charlotte Bühler
Charlotte Bühler, z domu Malachowski (ur. 20 grudnia 1893 w Berlinie, zm. 3 lutego 1974 w Stuttgarcie) – niemiecka uczona, psycholog, żona Karla Ludwiga Bühlera. 

## Życiorys
Jedna z najważniejszych reprezentantek oraz twórczyni psychologii rozwojowej, klinicznej, dziecka i psychologii humanistycznej. Prekursorka badań nad biegiem życia ludzkiego, opartych na analizie materiałów biograficznych. W 1929 uzyskała tytuł profesora Uniwersytetu Wiedeńskiego. W 1938 wyemigrowała do Norwegii, a stamtąd do Stanów Zjednoczonych. W 1971 powróciła do Niemiec.

## Wybrane prace
- Der menschliche Lebenslauf als psychologisches Problem. Hirzel, Leipzig 1933. tłum. polskie Bieg życia ludzkiego (1999)
- Values in Psychotherapy (1962)

## Upamiętnienie
Latem 2016 siedem kobiet naukowców, w tym Charlotte Bühler, zostanie upamiętnionych rzeźbami na terenie Uniwersytetu Wiedeńskiego w ramach projektu obchodów 650-lecia uczelni.